# Badminton-Bundesliga 2009/10
Die Badminton-Bundesliga-Saison 2009/2010 war die 39. Spielzeit der Badminton-Bundesliga.
Gestartet wurde sie mit acht Mannschaften. Der Meister der Saison wurde der 1. BC Bischmisheim, der damit zum fünften Mal hintereinander Deutscher Mannschaftsmeister wurde. Der Absteiger der Saison 2009/10 war der FC Langenfeld, der seine erste Mannschaft kurz vor Ende der Hauptrunde aus der Bundesliga zurückzog.

## Modus
Hauptrunde
In der Hauptrunde, die sich in eine Hin- und Rückrunde unterteilt, treffen alle Mannschaften anhand eines vor der Saison festgelegten Spielplans zweimal aufeinander; je einmal auf eigenem Platz und einmal auf dem des Gegners. Der Sieger jedes Spiels erhält zwei Punkte, bei einem Unentschieden erhalten beide Mannschaften je einen Punkt.
Play-off-/-down-Runde
Im Anschluss an die Hauptrunde wird der deutsche Meister in einer Play-off-Runde ermittelt, wo im Halbfinale der Erste der Hauptrunde auf den Vierten und der Zweite auf den Dritten trifft. Die beiden Sieger der Halbfinals bestreiten das Play-off-Finale.
Die Play-down-Runde entfällt, da mit dem FC Langenfeld der Absteiger bereits feststeht.
In der Aufstiegsrunde spielen die beiden Erstplatzierten der 2. Bundesliga Nord und Süd in einem Hin- und einem Rückspiel den Aufsteiger in die 1. Bundesliga aus.

## Mannschaften
1. BC Bischmisheim

Kęstutis Navickas, Dieter Domke, Marcel Reuter, Kristof Hopp, Michael Fuchs, Johannes Schöttler, Roman Spitko, Jochen Cassel; Olga Konon, Emma Wengberg, Carola Bott, Johanna Persson
SG EBT Berlin

Wong Choong Hann, Chetan Anand Buradagunta, Arvind Bhat, Eetu Heino, Michał Łogosz, Tim Dettmann, Josche Zurwonne, Bastian Zimmermann, Karsten Lehmann; Juliane Schenk, Nicole Grether, Anne-Christin Reiter, Lisa Deichgräber
1. BC Beuel

Anthony Clark, Rajiv Ouseph, Marc Zwiebler, Ingo Kindervater, Ian Maywald, Carl Baxter, Julien Gupta, Marc Hannes; Birgit Overzier, Elizabeth Cann, Heather Olver, Lisa Kaminski
FC Langenfeld

Björn Joppien, Przemysław Wacha, Thorsten Hukriede, Mike Joppien, Andreas Wölk, Matthias Bilo, Torsten Wölk; Ella Karachkova, Fabienne Deprez
BV Gifhorn

Raul Must, Jan Vondra, Maurice Niesner, Jamie Bonsels, Robin Middleton, Jürgen Wouters, Henning Zanssen, Leif-Olav Zöllner, Robert Hinsche, Hannes Roffmann, Benjamin Schmidt, Daniel Porath; Anita Raj Kaur, Paulien van Dooremalen, Helen Davies, Astrid Hoffmann, Bianca Pils, Jana Bühl, Sonja Schlösser
SC Union 08 Lüdinghausen

Yuhan Tan, Kristian Karttunen, Vladislav Druzchenko, Endra Kurniawan, Jan Sören Schulz, Hendrik Westermeyer, Kai Mitteldorf, Raphael Korbel; Karin Schnaase, Laura Ufermann, Carina Mette, Janina Christensen
VfL 93 Hamburg

Sven Eric Kastens, Adam Cwalina, Sebastian Schöttler, Sebastian Rduch, Tom Armstrong, Till Zander, Tim Zander, Jacek Hankiewicz, Niclas Lelling; Inken Wienefeld, Karen Neumann, Gitte Köhler, Katharina Bobeth
TV Refrath

Yeoh Kay Bin, Johannes Szilagyi, Krasimir Jankov, Kai Waldenberger, Denis Nyenhuis, Danny Schwarz, Christian Böhmer; Carla Nelte, Mette Stahlberg, Hanna Kölling, Kim Buss

## Hallen
Damit in einer Halle ein Bundesligaspiel durchgeführt werden kann, muss sie mindestens 7 Meter hoch sein und 50 Sitzplätze vorweisen. Einige Beispiele für solche Hallen sind:
| Verein             | Hallenname             | Sitzplätze (Innenraum) | größte Meisterschaften                  |
| FC Langenfeld      | KAG-Halle              | 800 (1000)             | Langenfeld Cup                          |
| 1. BC Bischmisheim | Joachim-Deckarm-Halle  |                        | bis 2005 Bitburger Open                 |
| TV Refrath         | Die Halle Steinbrecher | 500                    |                                         |
| 1. BC Beuel        | Erwin-Kranz-Halle      | 250 (1000)             | Deutsche Meisterschaft 2004, 2005, 2008 |

## Tabelle
| Rang | Verein                   | Gespielt | G  | U | V  | Punkte | Spiele | Sätze   | Spielpunkte |
| 1.   | 1. BC Beuel              | 12       | 9  | 3 | 0  | 21:3   | 74:22  | 159:62  | 4208:3610   |
| 2.   | 1. BC Bischmisheim       | 12       | 10 | 1 | 1  | 21:3   | 71:25  | 149:69  | 4258:3621   |
| 3.   | SG EBT Berlin            | 12       | 7  | 1 | 4  | 15:9   | 55:41  | 118:97  | 3910:3619   |
| 4.   | SC Union 08 Lüdinghausen | 12       | 6  | 1 | 5  | 13:11  | 50:46  | 116:105 | 4120:3862   |
| 5.   | VFL 93 Hamburg           | 12       | 3  | 2 | 7  | 8:16   | 35:61  | 89:136  | 3798:4300   |
| 6.   | BV Gifhorn               | 12       | 1  | 3 | 8  | 5:19   | 32:64  | 80:145  | 3864:4302   |
| 7.   | TV Refrath (N)           | 12       | 0  | 1 | 11 | 1:23   | 19:77  | 62:159  | 3559:4303   |
| 8.   | FC Langenfeld            | -        | -  | - | -  | -:-    | -:-    | -:-     | -:-         |

## Kreuztabelle
| Saison 2009/2010 | Saison 2009/2010                | 1BCB (1) | SEBT (2) | BCBU (3) | FCLA (4) | BVGF (5) | SCUL (6) | V93H (7) | TVRH (8) |
| 1.               | 1. BC Bischmisheim (1BCB)       |          | 6:2      | 3:5      | 6:2      | 7:1      | 6:2      | 6:2      | 8:0      |
| 2.               | SG EBT Berlin (SEBT)            | 3:5      |          | 4:4      | 7:1      | 7:1      | 2:6      | 7:1      | 5:3      |
| 3.               | 1. BC Beuel (BCBU)              | 4:4      | 8:0      |          | 6:2      | 5:3      | 6:2      | 8:0      | 8:0      |
| 4.               | FC Langenfeld (FCLA)            | 1:7      | 6:2      | 1:7      |          | 6:2      | 4:4      | 6:2      | -        |
| 5.               | BV Gifhorn (BVGF)               | 1:7      | 2:6      | 1:7      | 4:4      |          | 3:5      | 2:6      | 6:2      |
| 6.               | SC Union 08 Lüdinghausen (SCUL) | 0:8      | 2:6      | 1:7      | 4:4      | 4:4      |          | 6:2      | 8:0      |
| 7.               | VFL 93 Hamburg (V93H)           | 3:5      | 2:6      | 4:4      | -        | 4:4      | 1:7      |          | 5:3      |
| 8.               | TV Refrath (TVRH)               | 2:6      | 1:7      | 0:8      | 3:5      | 4:4      | 1:7      | 3:5      |          |

## Play-off-Runde
Halbfinale
| Team 1             | Team 2                   | Ergebnis Hinspiel | Ergebnis Rückspiel | Gesamt |
| 1. BC Beuel        | SC Union 08 Lüdinghausen | 6:2               | 3:5                | 9:7    |
| 1. BC Bischmisheim | SG EBT Berlin            | 5:3               | 5:3                | 10:6   |

Finale
| Sieger Play-off 1 | Sieger Play-off 2  | Ergebnis Hinspiel | Ergebnis Rückspiel | Gesamt |
| 1. BC Beuel       | 1. BC Bischmisheim | 4:4               | 2:6                | 6:10   |

## Aufstiegsrunde zur 1. Bundesliga
In den Aufstiegsspielen trafen die Erstplatzierten der 2. Bundesligen Nord und Süd in einem Hin- und einem Rückspiel aufeinander. Der PTSV Rosenheim setzte sich dabei knapp gegen den BV Mülheim durch.
| Aufstiegsrunde zur Bundesliga | Ergebnis Hinspiel | Ergebnis Rückspiel | Gesamt |
| PTSV Rosenheim                | 4                 | 5                  | 9      |
| BV Mülheim                    | 4                 | 3                  | 7      |